# قائمة معارك الغزو الفرنسي لروسيا

هذه قائمة الحصارات والمعارك البرية والبحرية أثناء الغزو الفرنسي لروسيا (24 يونيو - 14 ديسمبر 1812).
| التاريخ                                                     | المعركة                                   | المقاطعة        | القوات الفرنسية | القوات الروسية                       | ملاحظات                                                                           |
| ----------------------------------------------------------- | ----------------------------------------- | --------------- | --- | ------------------------------------ | --------------------------------------------------------------------------------- |
| 1 يوليو 1812                                                | معركة غرودنو (1812)                       | ليتوانيا-جرودنو | الإمبراطورية الفرنسية الأولى | الإمبراطورية الروسية                 | نصر فرنسي                                                                         |
| 9–10 يوليو 1812                                             | معركة مير (1812)                          | ليتوانيا-جرودنو | دوقية وارسو | الإمبراطورية الروسية                 | نصر روسي                                                                          |
| 19 يوليو 1812                                               | معركة إيكاو                               | كورلاند         | الإمبراطورية الفرنسية الأولى مملكة بروسيا | الإمبراطورية الروسية                 | نصر فرنسي                                                                         |
| 23 يوليو 1812                                               | معركة سالتانوفكا                          | موغيليف         | الإمبراطورية الفرنسية الأولى | الإمبراطورية الروسية                 | نصر فرنسي                                                                         |
| 24 يوليو – 18 ديسمبر 1812                                   | حصار ريغا (1812)                          | ليفونيا         | الإمبراطورية الفرنسية الأولى مملكة بروسيا | الإمبراطورية الروسية المملكة المتحدة | نصر روسي                                                                          |
| 25 يوليو 1812                                               | معركة أوستروفنو                           | موغيليف         | الإمبراطورية الفرنسية الأولى مملكة نابولي | الإمبراطورية الروسية                 | نصر تكتيكي فرنسي                                                                  |
| 26–27 يوليو 1812                                            | معركة فيتيبسك (1812)                      | فيتيبسك         | الإمبراطورية الفرنسية الأولى | الإمبراطورية الروسية                 | نصر فرنسي                                                                         |
| 27 يوليو 1812                                               | معركة كوبرين                              | ليتوانيا-جرودنو | مملكة ساكسونيا | الإمبراطورية الروسية                 | نصر روسي                                                                          |
| 30 يوليو – 1 أغسطس 1812                                     | معركة كلياستيتسي                          | فيتيبسك         | الإمبراطورية الفرنسية الأولى | الإمبراطورية الروسية                 | نصر روسي                                                                          |
| 8 أغسطس 1812                                                | معركة إنكوفو                              | سمولينسك        | الإمبراطورية الفرنسية الأولى | الإمبراطورية الروسية                 | نصر روسي                                                                          |
| 11 أغسطس 1812                                               | معركة سوولنا                              | فيتيبسك         | الإمبراطورية الفرنسية الأولى | الإمبراطورية الروسية                 | غير محسومة                                                                        |
| 12 أغسطس 1812                                               | معركة جوروديتشنو                          | ليتوانيا-جرودنو | الإمبراطورية النمساوية مملكة ساكسونيا | الإمبراطورية الروسية                 | نصر فرنسي                                                                         |
| 14 أغسطس 1812                                               | معركة كراسنوي الأولى                      | سمولينسك        | الإمبراطورية الفرنسية الأولى | الإمبراطورية الروسية                 | نصر فرنسي                                                                         |
| 16–18 أغسطس 1812                                            | معركة سمولينسك (1812)                     | سمولينسك        | الإمبراطورية الفرنسية الأولى دوقية وارسو | الإمبراطورية الروسية                 | نصر فرنسي                                                                         |
| 17–18 أغسطس 1812                                            | معركة بولوتسك الأولى                      | فيتيبسك         | الإمبراطورية الفرنسية الأولى مملكة بافاريا | الإمبراطورية الروسية                 | غير محسومة                                                                        |
| 19 أغسطس 1812                                               | معركة فالوتينو                            | سمولينسك        | الإمبراطورية الفرنسية الأولى | الإمبراطورية الروسية                 | نصر فرنسي                                                                         |
| 22 أغسطس 1812                                               | معركة داهلينكيرشن                         | ليفونيا         | الإمبراطورية الفرنسية الأولى مملكة بروسيا | الإمبراطورية الروسية                 | نصر روسي                                                                          |
| التقويم الجديد: 5 سبتمبر 1812 التقويم القديم: 24 أغسطس 1812 | معركة شيفاردينو                           | موسكو           | الإمبراطورية الفرنسية الأولى مملكة إيطاليا النابوليونية دوقية وارسو مملكة نابولي                                                                                      | الإمبراطورية الروسية                 | نصر فرنسي                                                                         |
| التقويم الجديد: 7 سبتمبر 1812 التقويم القديم: 26 أغسطس 1812 | معركة بورودينو                            | موسكو           | الإمبراطورية الفرنسية الأولى مملكة إيطاليا النابوليونية دوقية وارسو مملكة نابولي مملكة بافاريا مملكة فستفالن مملكة فورتمبيرغ مملكة ساكسونيا دوقية هسن الكبرى          | الإمبراطورية الروسية                 | نصر فرنسي الفرنسيون يحتلون موسكو                                                  |
| 14 سبتمبر – 19 أكتوبر 1812                                  | الاحتلال الفرنسي لموسكو حريق موسكو (1812) | موسكو           | الإمبراطورية الفرنسية الأولى | الإمبراطورية الروسية                 | نصر تكتيكي فرنسي نصر استراتيجي روسي النيران تدمر موسكو والفرنسيون يتخلون عن موسكو |
| 26/30 سبتمبر – 1 أكتوبر 1812                                | معركة ميسوتين                             | كورلاند         | مملكة بروسيا | الإمبراطورية الروسية                 | نصر فرنسي                                                                         |
| 18 أكتوبر 1812                                              | معركة تاروتينو                            | كالوغا          | الإمبراطورية الفرنسية الأولى مملكة نابولي | الإمبراطورية الروسية                 | نصر روسي                                                                          |
| 18–20 أكتوبر 1812                                           | معركة بولوتسك الثانية                     | فيتيبسك         | الإمبراطورية الفرنسية الأولى | الإمبراطورية الروسية                 | نصر روسي                                                                          |
| 24 أكتوبر 1812                                              | معركة مالوياروسلفتس                       | كالوغا          | الإمبراطورية الفرنسية الأولى مملكة إيطاليا النابوليونية | الإمبراطورية الروسية                 | نصر تكتيكي فرنسي نصر استراتيجي روسي                                               |
| 31 أكتوبر 1812                                              | معركة تشاشنيكي                            | فيتيبسك         | الإمبراطورية الفرنسية الأولى | الإمبراطورية الروسية                 | نصر روسي                                                                          |
| 3 نوفمبر 1812                                               | معركة فيازما                              | سمولينسك        | الإمبراطورية الفرنسية الأولى دوقية وارسو مملكة نابولي مملكة بافاريا مملكة فستفالن مملكة فورتمبيرغ مملكة ساكسونيا دوقية هسن الكبرى دوقية بيرغ الكبرى دوقية بادن الكبرى | الإمبراطورية الروسية                 | فوز روسي حاسم                                                                     |
| 9 نوفمبر 1812                                               | معركة لياسكووا                            | سمولينسك        | الإمبراطورية الفرنسية الأولى | الإمبراطورية الروسية                 | نصر روسي                                                                          |
| 13 نوفمبر 1812                                              | معركة نوفو شفيرشن                         | مينسك           | اللجنة الحاكمة المؤقتة الليتوانية دوقية وارسو | الإمبراطورية الروسية                 | نصر روسي                                                                          |
| 13–14 نوفمبر 1812                                           | معركة سمولياني                            | فيتيبسك         | الإمبراطورية الفرنسية الأولى | الإمبراطورية الروسية                 | نصر روسي                                                                          |
| 14–16 نوفمبر 1812                                           | معركة وولكوفيسك                           | ليتوانيا-جرودنو | الإمبراطورية النمساوية مملكة ساكسونيا الإمبراطورية الفرنسية الأولى | الإمبراطورية الروسية                 | نصر فرنسي                                                                         |
| 15 نوفمبر 1812                                              | معركة كايدانو                             | مينسك           | الإمبراطورية الفرنسية الأولى اللجنة الحاكمة المؤقتة الليتوانية دوقية وارسو مملكة فورتمبيرغ                                                                            | الإمبراطورية الروسية                 | نصر روسي                                                                          |
| 15–18 نوفمبر 1812                                           | معركة كراسنوي الثانية                     | سمولينسك        | دوقية وارسو الإمبراطورية الفرنسية الأولى | الإمبراطورية الروسية                 | نصر روسي                                                                          |
| 21 نوفمبر 1812                                              | معركة بوريسوف                             | مينسك           | دوقية وارسو الإمبراطورية الفرنسية الأولى | الإمبراطورية الروسية                 | نصر روسي                                                                          |
| 23 نوفمبر 1812                                              | معركة لوشنيزا                             | مينسك           | الإمبراطورية الفرنسية الأولى | الإمبراطورية الروسية                 | نصر فرنسي                                                                         |
| 26–29 نوفمبر 1812                                           | معركة بيريزينا                            | مينسك           | الإمبراطورية الفرنسية الأولى دوقية وارسو مملكة إيطاليا النابوليونية مملكة نابولي مملكة بافاريا مملكة فستفالن مملكة فورتمبيرغ مملكة ساكسونيا دوقية هسن الكبرى          | الإمبراطورية الروسية                 | غير محسومة نصر تكتيكي روسي نصر استراتيجي فرنسي                                    |

## ملحوظات
1. ↑  على الرغم من أن الروس ألحقوا خسائر فادحة بالجيش الكبير، إلا أن نابليون كان قادرًا على التراجع بشكل جيد وإنقاذ أجزاء مهمة من قواته، مما حرم العدو من نصر ساحق.[2]

## فهرس
- Clodfelter، Micheal (2008). Warfare and armed conflicts : a statistical encyclopedia of casualty and other figures, 1494-2007. McFarland, Incorporated, Publishers. ISBN:9780786433193. اطلع عليه بتاريخ 2021-04-06.
- Chandler، David (1966). The Campaigns of Napoleon. Weidenfeld and Nicolson. ISBN:978-0025236608. اطلع عليه بتاريخ 2021-03-13.